# 竹下範国
竹下 範国（竹下 範國、たけした のりくに、1876年（明治9年）11月3日 - 1976年（昭和51年）4月7日）は、大日本帝国陸軍軍人。最終階級は陸軍少将。

## 経歴・人物
鹿児島県出身。1900年（明治33年）陸軍士官学校第12期卒業。
1924年（大正13年）2月に陸軍歩兵大佐・松山連隊区司令官、1926年（大正15年）12月に歩兵第34連隊長、1929年（昭和4年）8月1日に陸軍少将に昇進と同時に待命、同月31日に予備役に編入した。
1947年（昭和22年）11月28日、公職追放仮指定を受けた。

## 栄典
位階
- 1910年（明治43年）9月30日 - 従六位[4]

勲章等
- 1940年（昭和15年）8月15日 - 紀元二千六百年祝典記念章[5]

## 著作
- 『歩兵機関銃教育方案』軍需商会、1908年。